# Constantin C. Angelescu
Constantin C. Angelescu (n. 16 februarie 1905, București - d 15 octombrie 2000, Iași) a fost un istoric, jurist și profesor universitar român.

## Viața și activitatea
Studiile secundare și universitare le-a făcut la București. A devenit diplomat în studii superioare de drept public la Universitatea din Paris în anul 1928, iar în anul 1930, în studii superioare de economie politică, și al școlii de științe politice din Paris - secția general, drept public și istorie. În cadrul aceleiași universități a devenit doctor în drept în anul 1933. Ulterior a activat ca profesor de drept constituțional la Universitatea din Iași între anii 1937-1950. A fost cercetător în cadrul Institutului de istorie și arheologie „A. D. Xenopol” din Iași și, din 1968, șeful sectorului de istorie modernă.
A fost laureat al școlii de științe politice din Paris (1931) și deținător al premiului „Nicolae Bălcescu" al Academiei R. S. România (1965). 
Ca specialist în istoria dreptului, a relevat aspecte inedite cu privire la dezvoltarea constituțională a României. Studiile sale au excelat prin grija și acuratețea pentru respectarea adevărului științific.

## Opere
- La consultation directe du peuple, en dehors de l'election, d'apres la Constitution de Weimar, Paris, 1933
- Proiectul de constituție al lui Cuza Voda din 1863, București, 1935
- Decretele-legi sub regimul Statutului din 1864, în ADP, 1939
- Dezvoltarea constituțională a Principatelor-Unite de la 1859 la 1862, în "Studii și cercetări ștințifice Iași" , X